# Фуміта Кен'їтіро
Кен'їтіро Фуміта (яп. 文田健一郎; нар. 18 грудня 1995, Нірасакі, префектура Яманасі) — японський борець греко-римського стилю, дворазовий чемпіон світу, дворазовий чемпіон та бронзовий призер чемпіонатів Азії, чемпіон та срібний призер Олімпійських ігор.

## Життєпис
Боротьбою почав займатися з 2008 року. Його підтримував його батько Тосіро, який працював тренером у технічній школі Нірасакі.
Виступає за борцівський клуб Японського університету спортивної науки; борцівський клуб Токіо. Тренер — Сінго Мацумото.
Чемпіон Японії 2018 року.
Закінчив Японський університет спортивної науки за фахом фізичне виховання.

## Нагороди
У 2013 році він отримав спортивну нагороду Яманасі.
У 2017 році він був удостоєний звання Почесного громадянина Нірасакі.

## Спортивні результати на міжнародних змаганнях

### Виступи на Олімпіадах
| Змагання                    | Збірна | Вагова категорія                 | Місце  |
| --------------------------- | ------ | -------------------------------- | ------ |
| Літні Олімпійські ігри 2020 | Японія | греко-римська боротьба, до 60 кг | Срібло |
| Літні Олімпійські ігри 2024 | Японія | греко-римська боротьба, до 60 кг | Золото |

### Виступи на Чемпіонатах світу
| Змагання                        | Збірна | Вагова категорія                 | Місце  |
| ------------------------------- | ------ | -------------------------------- | ------ |
| Чемпіонат світу з боротьби 2017 | Японія | греко-римська боротьба, до 59 кг | Золото |
| Чемпіонат світу з боротьби 2019 | Японія | греко-римська боротьба, до 60 кг | Золото |
| Чемпіонат світу з боротьби 2022 | Японія | греко-римська боротьба, до 60 кг | Бронза |
| Чемпіонат світу з боротьби 2023 | Японія | греко-римська боротьба, до 60 кг | Срібло |

### Виступи на Чемпіонатах Азії
| Змагання                       | Збірна | Вагова категорія                 | Місце  |
| ------------------------------ | ------ | -------------------------------- | ------ |
| Чемпіонат Азії з боротьби 2017 | Японія | греко-римська боротьба, до 59 кг | Золото |
| Чемпіонат Азії з боротьби 2019 | Японія | греко-римська боротьба, до 60 кг | Бронза |
| Чемпіонат Азії з боротьби 2020 | Японія | греко-римська боротьба, до 60 кг | Золото |

### Виступи на інших змаганнях
| Змагання                                 | Збірна | Вагова категорія                 | Місце  |
| ---------------------------------------- | ------ | -------------------------------- | ------ |
| Гран-прі FILA 2015                       | Японія | греко-римська боротьба, до 59 кг | 7      |
| Гран-прі Іспанії з боротьби 2015         | Японія | греко-римська боротьба, до 59 кг | Золото |
| Золотий Гран-прі з боротьби 2015         | Японія | греко-римська боротьба, до 59 кг | 8      |
| Кубок Владислава Пітласинські 2016       | Японія | греко-римська боротьба, до 59 кг | Золото |
| Золотий Гран-прі з боротьби 2016         | Японія | греко-римська боротьба, до 59 кг | Золото |
| Cerro Pelado International 2017          | Японія | греко-римська боротьба, до 59 кг | Срібло |
| Гран-прі Угорщини з боротьби 2017        | Японія | греко-римська боротьба, до 59 кг | Золото |
| Кубок Владислава Пітласинські 2017       | Японія | греко-римська боротьба, до 59 кг | Бронза |
| Гран-прі Іспанії з боротьби 2017         | Японія | греко-римська боротьба, до 59 кг | Золото |
| Турнір Дана Колова — Николи Петрова 2018 | Японія | греко-римська боротьба, до 60 кг | Золото |
| Чемпіонат Японії з боротьби 2018         | Японія | греко-римська боротьба, до 60 кг | Золото |
| Меморіал Олега Караваєва 2019            | Японія | греко-римська боротьба, до 60 кг | 16     |
| Чемпіонат Японії з боротьби 2020         | Японія | греко-римська боротьба, до 60 кг | Золото |
| Кубок Владислава Пітласинські 2022       | Японія | греко-римська боротьба, до 60 кг | Золото |
| Гран-прі Німеччини з боротьби 2023       | Японія | греко-римська боротьба, до 63 кг | Срібло |

### Виступи на змаганнях молодших вікових груп
| Змагання                                      | Збірна | Вагова категорія                 | Місце  |
| --------------------------------------------- | ------ | -------------------------------- | ------ |
| Чемпіонат Азії з боротьби серед кадетів 2010  | Японія | греко-римська боротьба, до 46 кг | Срібло |
| Чемпіонат світу з боротьби серед кадетів 2011 | Японія | греко-римська боротьба, до 50 кг | Бронза |
| Чемпіонат світу з боротьби серед кадетів 2012 | Японія | греко-римська боротьба, до 54 кг | 10     |
| Чемпіонат світу з боротьби серед юніорів 2014 | Японія | греко-римська боротьба, до 60 кг | 16     |
| Чемпіонат світу з боротьби серед молоді 2018  | Японія | греко-римська боротьба, до 60 кг | Золото |